# Galo Betancourt
Galo Betancourt es un periodista y documentalista ecuatoriano.

## Trayectoria
Trabajó  como actor en la película Fuera de Juego, ganadora de la sección Cine en Construcción, en el Festival de San Sebastián, 2002.
Realizó el Máster en Documental Creativo de la Universidad Autónoma de Barcelona y el proyecto Vidas en Flamenco, ganador del primer premio a la mejor banda sonora en el Festival de Sitges, 2004.
Realizó el documental Dividi-dos, que participó en la cuarta edición de los Encuentros del Otro Cine (EDOC4), celebrada en 2005 en Quito; y, en el Festival de las artes visuales "Ambulart" 2006 (Holanda, México, Ecuador, Alemania).
Dirigió el video musical Negro, nominado a mejor video de rock en el concurso Mis Bandas Nacionales.
Realizó  el cortometraje Fuego Cruzado (2005), basado en el libro El monstruo es el otro. Ganó el primer premio en el concurso de cortometrajes sobre la violencia cotidiana organizado por el Museo de la Ciudad, a propósito de la muestra del pintor Fernando Botero El dolor de Colombia, que se presentó en Quito.
Fuego Cruzado también fue seleccionado en: 
- Festival Latinoamericano Cero Latitud 2005, Ecuador.
- Festival de Documentales de Albacete 2006, España.
- Festival Ambulart 2006.

Con Golpe a Golpe (2007) ganó la beca Jesús Enrique Guédez, del Ministerio del Poder Popular para la Cultura de Venezuela. Recibió la Mención de Honor del concurso nacional de periodismo Signis Ecuador (2008), fue seleccionado en el festival EDOC, donde obtuvo la mayor votación por parte del público entre las películas ecuatorianas. Varias compilaciones y selecciones audiovisuales consideraron a este trabajo entre los más importantes de la última década. Golpe a Golpe fue presentado en salas de cine de Caracas y Barcelona.
En el año 2009 recibió el premio del Consejo Nacional de Cinematografía del Ecuador, en la categoría Desarrollo de Producciones Audiovisuales  Comunitarias, con su nuevo proyecto El Barrio de las Mujeres Solas.
En 2011, El Barrio de las Mujeres Solas fue galardonado con el premio en la categoría Postproducción y Finalización del CNCine. Primer documental comunitario en recibir esta distinción.
Actualmente Galo Betancourt trabaja en la sección Retrato del diario El Telégrafo.